# Transistor de unijunção
Transistor de unijunção (UJT) é um transistor que pode ser utilizado em osciladores de baixa frequência, disparadores, estabilizadores, geradores de sinais, dentes de serra e em sistemas temporizados.

## Símbolos
- E – Emissor
- B1 – Base 1
- B2 – Base 2

## Constituição interna
Basicamente o transistor de unijunção é constituído por um material semicondutor do tipo N (de alta resistividade) com terminais nos extremos. Tais contatos não constituem junções semicondutoras, e assim, entre B2 (base 2) e B1 (base 1) temos, na prática uma resistência, formada pelo material semicondutor N. O material do tipo P como material do tipo N formam a única junção PN semicondutora interna.
Tudo se passa como se o bloco do tipo N fosse formado por duas simples resistências (Rb2 e Rb1), em série, tendo ligado no seu ponto central um diodo (terminal E ou Emissor).
O terminal do emissor (E) está quase ligado a base 2 (B2).

## Principio de funcionamento
O valor resistivo normal entre os terminais da base 2 e 1 é relativamente alto (tipicamente entre 4 KΩ e 12 KΩ). Assim, se ligarmos o terminal B2 a um potencial positivo (tipicamente entre 6 e 30 Volt), e o terminal B1 ao negativo, uma corrente muito pequena circulará por Rb2 e Rb1. Ao mesmo tempo, Rb2 e Rb1 formam um divisor de tensão, em cujo ponto intermédio surge uma tensão menor, porém proporcional àquela que foi aplicada a B2. Suponhamos que Rb2 e Rb1 têm valores iguais, de 5 KΩ cada um. Assim, se aplicarmos (com a polaridade indicada) 10 Volt entre B2 e B1, o “cátodo” do “diodo” do emissor terá uma tensão de 5 Volts. Ao aplicarmos, então, uma tensão de entrada no emissor (E) do UJT, esta terá que, inicialmente vencer a barreira de potencial intrínseca da junção PN ( 0,6V) e, em seguida, superar a própria tensão que polariza o “cátodo” (5 Volts no exemplo). Nesse caso, enquanto a tensão aplicada ao terminal do emissor (E) não atingir 5,6 Volt (0,6V + 5V) não haverá passagem de corrente pelo emissor através de Rb1 para a linha de negativo da alimentação. Mantendo-se no exemplo, uma tensão de emissor igual ou maior do que 5,6 Volts determinará a passagem de uma corrente; já qualquer tensão inferior (a 5,6V) será incapaz de originar passagem da corrente elétrica pelo emissor (E) e por Rb1. Enquanto os 5,7V não forem atingidos, a corrente será nula, como através de um interruptor aberto. Alcançando os 5,6V, tudo se passa como se o tal interruptor estivesse fechado. A corrente que circulará estará limitada unicamente pelo valor resistivo intrínseco de Rb1.
Como a transição de corrente nula, para corrente total, entre emissor (E) e base 1 (B1) se dá sempre de forma abrupta (quando a tensão de emissor chega à tensão/limite de disparo), podemos considerar o UJT como um simples interruptor acionado por tensão.

## Características técnicas
- Tensão entre bases (Vbb) – é a máxima tensão que pode ser aplicada entre as bases.
- Tensão entre emissor e base 1 (Vb1e) – é a máxima tensão que pode ser aplicada entre esses dois terminais.
- Resistência entre bases (Rbb) – é a resistência existente entre os dois terminais de base.
- Corrente de pico de emissor (Ie) – é a corrente máxima que pode circular entre o emissor e a base 1 quando o transistor é disparado.
- Razão intrínseca de afastamento (η)

{\displaystyle Rbb=Rb1+Rb2}
É a chamada razão intrínseca de afastamento, que nada mais é do que o fator do divisor de tensão.
A faixa típica de variação de η é de 0,5 a 0,8.
Por exemplo, o 2N2646 tem um η de 0,65. Se este UJT for usado com uma tensão de alimentação de 10 Volt
V1 = η x V
V1 = 0,65 x 10
V1 = 6,5V
V1 é a chamada tensão intrínseca de afastamento porque ela mantém o diodo emissor com polarização inversa para todas as tensões aplicadas ao Emissor, inferiores a V1.
Se V1 for igual a 6,5 Volt, então temos de aplicar um pouco mais ( 0,6V) do que os 6,5V para polarizar diretamente a junção PN e haver condução entre Emissor e a Base 1.

## Como testar o UJT com o multímetro
- Medir a resistência entre as duas bases (em qualquer sentido), o valor medido deve estar entre 4 e 12 KΩ, tipicamente.
- Colocar as pontas de prova entre o emissor e a base 1 devendo indicar o multímetro uma resistência alta num sentido e uma resistência baixa no sentido oposto (indicando o estado da junção PN).

## Oscilador com um transistor de unijunção
Ao aplicarmos inicialmente a alimentação ao circuito o capacitor começa a carregar, através da resistência R ( = R x C). Assim que a tensão aos terminais do condensador atinge o ponto de disparo do UJT a corrente sai pela base 1 passando por R1. Desta forma o capacitor descarrega e a sua tensão passa a ser inferior à tensão necessária para disparar o UJT ficando este novamente ao corte, reiniciando-se novamente todo o ciclo.
É de notar que devido às suas posições R2 e R1 influenciam a própria relação intrínseca do divisor de tensão interno do UJT, uma vez que R2 mais RB2 encontram-se acima da junção de Emissor, enquanto que R1 e RB1 se encontram abaixo da mesma junção. Assim se R2 aumentar, a tensão necessária para disparar o UJT diminui (e vice-versa). Se R1 aumentar a tensão de disparo do UJT também terá que aumentar.
Se desejarmos uma frequência baixa de oscilação, podemos aumentar o valor da capacidade do capacitor.

## Transistor de unijunção programável
Seu funcionamento é igual ao do UJT, porém se difere do mesmo em algumas características, podendo ser utilizado em osciladores de baixa frequência, disparadores, estabilizadores, geradores de sinais, dentes de serra e em sistemas temporizados. Sua instrutura interna e constituída de Ânodo, Cátodo e Gate.  Através da fórmula, imposta pelo fabricante, é possível determinar a tensão de disparo do PUT através da fórmula: VP = VBB + η , donde: VP representa a tensão de disparo, VBB a tensão de alimentação ou tensão entre as bases do PUT (a ser regulada pelo projetista) e η a relação intrínseca de espera imposta pelo projetista, através de resistores externos, podendo ser calculado também pela fórmula η= RB1/(RB1+RB2) (resistor da Base 1 e resistor da Base 2). O valor determinado pela fórmula, corresponde a tensão necessária para que o gate, a partir do disparo, comece a conduzir o PUT.